# Laelia quadrata
Laelia quadrata är en fjärilsart som beskrevs av Walker 1855. Laelia quadrata ingår i släktet Laelia och familjen tofsspinnare. Inga underarter finns listade i Catalogue of Life.